# Linea Hankyū Senri
La  linea Senri (阪急千里線?, Senri sen) è una ferrovia delle Ferrovie Hankyū a scartamento normale della Prefettura di Osaka, in Giappone. Collega la stazione di Kita-Senri, situata all'estremo nord della Città di Suita, a quella di Tenjinbashisuji Rokuchōme, nel quartiere centrale Kita-ku di Osaka. I treni proseguono a sud sui binari della linea Sakaisuji della metropolitana di Osaka fino al capolinea, che è la stazione di Tengachaya, nel quartiere meridionale Nishinari-ku di Osaka.

## Servizi
- Alcuni treni congiungono Tengachaya con la linea principale Hankyū Kyōto, sulla quale accedono dallo snodo della stazione di Awaji, per arrivare alla stazione Kawaramachi di Kyoto. I treni espressi su questa tratta non fermano alla stazione di Kunijima
- Alcuni treni locali provenienti da Kita Senri, una volta arrivati ad Awaji si immettono sulla linea principale Hankyū Kyōto in direzione Osaka, dove arrivano al terminale di Umeda, nel centro cittadino.

## Stazioni
| Codice | Stazione                  | Giapponese   | Distanza (km) | Distanza dalla stazione precedente (km) | Collegamenti                                            | Posizione          | Posizione |
| ------ | ------------------------- | ------------ | ------------- | --------------------------------------- | ------------------------------------------------------- | ------------------ | --------- |
| K11    | Tenjinbashisuji Rokuchōme | 天神橋六丁目 | -             | 0.0                                     | Metropolitana di Osaka: Linea Sakaisuji Linea Tanimachi | Kita-ku            | Osaka     |
| HK-87  | Kunijima                  | 柴島         | 2.2           | 2.2                                     |                                                         | Higashiyodogawa-ku | Osaka     |
| HK-63  | Awaji                     | 淡路         | 1.3           | 3.5                                     | Linea Hankyū Kyoto                                      | Higashiyodogawa-ku | Osaka     |
| HK-88  | Shimo-Shinjō              | 下新庄       | 0.9           | 4.4                                     |                                                         | Higashiyodogawa-ku | Osaka     |
| HK-89  | Suita                     | 吹田         | 1.6           | 6.0                                     | West: Linea JR Kyōto                                    | Suita              | Suita     |
| HK-90  | Toyotsu                   | 豊津         | 0.9           | 6.9                                     |                                                         | Suita              | Suita     |
| HK-91  | Kandai-mae                | 関大前       | 0.9           | 7.8                                     |                                                         | Suita              | Suita     |
| HK-92  | Senriyama                 | 千里山駅     | 0.8           | 8.6                                     |                                                         | Suita              | Suita     |
| HK-93  | Minami-Senri              | 南千里       | 1.6           | 10.2                                    |                                                         | Suita              | Suita     |
| HK-94  | Yamada                    | 山田         | 1.4           | 11.6                                    | Monorotaia di Ōsaka                                     | Suita              | Suita     |
| HK-95  | Kita-Senri                | 北千里       | 2.00          | 13.6                                    |                                                         | Suita              | Suita     |